# Hypena poecila
Hypena poecila är en fjärilsart som beskrevs av Louis Beethoven Prout. Hypena poecila ingår i släktet Hypena och familjen nattflyn. Inga underarter finns listade i Catalogue of Life.